# Phương trình Van der Waals
Phương trình Van der Waals là phương trình trạng thái của khí thực do Johannes Diderik van der Waals đề xuất năm 1873, dựa trên hai giả thuyết:
- Các phân tử khí có kích thước nhất định
- Các phân tử hút nhau bằng lực có bán kính tác dụng ngắn (lực Van der Waals)

Phương trình Van der Waals của 1 mol khí thực được viết dưới dạng:
{\displaystyle \left(p+{\frac {a}{v^{2}}}\right)\left(v-b\right)=R.T}
Trong đó, p là áp suất; v - thể tích; T - nhiệt độ tuyệt đối; R - hằng số khí lý tưởng; a và b là các hằng số xác định bằng thực nghiệm, đặc trưng cho kích thước và lực tương tác giữa các phân tử của từng loại khí, được gọi là các hằng số Van der Waals.